# Sphaeromorda caffra
Sphaeromorda caffra es una especie de coleóptero de la familia Mordellidae.

## Distribución geográfica
Habita en África.